# Australopithecus
Australopithecus (del latín australis, 'del sur', y del griego πίθηκος pithekos, 'mono') es un género extinto de primates homínidos que vivió en África desde hace algo más de 3,9 millones de años hasta hace unos dos millones de años, del Zancliense (Plioceno inferior) al Gelasiense (Pleistoceno inferior). La mayor novedad aportada por los australopitecos es que se desplazaban de manera bípeda. El tamaño de su cerebro era similar al de los grandes simios actuales. Vivían en las zonas tropicales de África, alimentándose de frutas y hojas. Existe consenso en que los australopitecos jugaron un papel esencial en la evolución humana al ser una de las especies de este género la que dio origen al género Homo en África hace dos millones de años, el cual a su vez dio origen a las especies Homo habilis, H. ergaster y finalmente al hombre moderno, H. sapiens sapiens.
Una rama de los australopitecos se separó de la que derivaría en Homo sapiens, dando lugar al Paranthropus robustus del por ahora aceptado género Paranthropus.
El primer miembro conocido del género, A. anamensis, existió en África oriental hace unos 4,2 millones de años. Los fósiles de Australopithecus se dispersaron más ampliamente por África oriental y meridional (el A. bahrelghazali chadiano indica que el género estaba mucho más extendido de lo que sugiere el registro fósil), antes de convertirse finalmente en pseudoextinto hace 1,9 millones de años (o entre 1,2 y 0,6 millones de años si se incluye el Paranthropus). Aunque ninguno de los grupos normalmente asignados directamente a este grupo sobrevivió, el Australopithecus dio lugar a descendientes vivos, ya que el género Homo surgió de una especie de Australopithecus en algún momento entre hace 3 y 2 millones de años.
El Australopithecus poseía dos de los tres genes duplicados derivados del SRGAP2 hace aproximadamente 3,4 y 2,4 millones de años (SRGAP2B y SRGAP2C), el segundo de los cuales contribuyó al aumento del número y la migración de neuronas en el cerebro humano. Cambios significativos en la mano aparecen por primera vez en el registro fósil de los últimos A. afarensis hace unos 3 millones de años (dedos acortados respecto al pulgar y cambios en las articulaciones entre el dedo índice y el trapecio y capitate).

## Morfología

Animación de una reconstrucción a partir de un cráneo de Australopithecus hembra

El cerebro de la mayoría de especies de Australopithecus rondaba el 35 % (500cc) del tamaño del cerebro del hombre moderno. Eran en su mayoría pequeños y delgados, con una talla de 1,20 a 1,40 metros de estatura. Aunque presentaban muchas características consideradas primitivas, su locomoción era claramente bípeda. En algunas especies existía un marcado dimorfismo sexual, siendo el tamaño de los machos significativamente mayor que el de las hembras. Los homínidos modernos, en particular Homo sapiens, no muestran diferencias tan marcadas y muestran un bajo grado de dimorfismo, siendo los machos en promedio solo un 15 % más grandes que las hembras. En Australopithecus, sin embargo, los machos podían ser hasta un 50 % mayores. Algunos estudios indican que la diferencia podría ser menos marcada, pero sigue siendo un tema controvertido.

## Variación entre especies
A pesar de que las opiniones difieren acerca de si las especies aethiopicus, boisei y robustus podrían ser incluidas dentro del género Australopithecus, el consenso actual es que deben ser ubicadas en un género distinto: Paranthropus, el cual se supone que procede de la línea ancestral de Australophitecus. Paranthropus es morfológicamente distinto a Australopithecus, y su morfología especializada también implica que su comportamiento era bastante diferente del de sus ancestros.

## Especies
Los fósiles atribuidos a Australopithecus se han asignado a diferentes especies:
| Ilustración | Nombre binomial Autor                                      | Descripción |
| ----------- | ---------------------------------------------------------- | --- |
|             | Australopithecus anamensis Leakey et al., 1995             | Son homínidos muy primitivos, que presentan molares más anchos y esmalte más espeso. Ocupó la zona de Kenia hace de 4,2 a 3,9 millones de años. |
|             | Australopithecus afarensis Johanson; White & Coppens, 1978 | Su capacidad para transmitir sonidos no sería muy superior a los actuales chimpancés. Situado hace de 3,9 a 2,7 millones de años. |
|             | Australopithecus bahrelghazali Brunet, 1996                | Único encontrado fuera de África oriental. Recibe su nombre del oasis de Bahr-el-Ghazal, en Chad. Situado hace de 4 a 3 millones de años. |
|             | Australopithecus deyiremeda Haile-Selassie et al., 2015    | Dientes pequeños, huesos de la mejilla en posición más adelantada, una mandíbula más robusta, y esmalte más grueso en algunos dientes que A. afarensis. Situado hace de 3,3 a 3,4 millones de años.                                                   |
|             | Australopithecus africanus Dart, 1925                      | Cráneo más globular, con mayor capacidad cerebral. Aproximadamente 450 cm³. Situado hace de 3 a 2,5 millones de años. |
|             | Australopithecus garhi Berhane Asfaw et al., 1999          | Tiene especiales características craneales y, sobre todo, faciales. Capacidad craneal de unos 450 cm³ y discutidos indicios de proto-industria lítica. Situado hace 2,5 millones de años.                                                             |
|             | Australopithecus sediba Lee Rogers Berger et al., 2010     | Una mezcla de características lo acercan tanto a Homo como a Australopithecus y algunos paleontólogos lo ubican como el antepasado directo más factible de los humanos. Tiene solo 2 millones de años; por tanto es el Australopithecus más reciente. |

Se discute si Kenyanthropus platyops pertenece a este género o debe clasificarse dentro de un género diferente.
Han sido intensos los debates científicos sobre la clasificación de estas especies y géneros. Se discute sobre la conveniencia de la separación de Paranthropus y sobre la correcta asignación de Homo habilis y H. rudolfensis como Homo o Australopithecus.

## Evolución

Mapa de los yacimientos fósiles de los primeros australopitecinos en África.

A. anamensis pudo descender o estar estrechamente emparentado con Ardipithecus ramidus. A. anamensis muestra algunas similitudes tanto con Ar. ramidus como con Sahelanthropus.
Los australopitecos compartían varios rasgos con los simios y humanos modernos, y estaban muy extendidos por África oriental y África septentrional hace 3,5 millones de años (MYA). Las primeras pruebas de la existencia de homínidos fundamentalmente bípedos son unas huellas fósiles en Laetoli, Tanzania, de 3,6 MYA, que guardan una notable similitud con las de los humanos modernos. Las huellas se han clasificado generalmente como australopith, ya que son la única forma de homininos prehumanos que se sabe que han existido en esa región en ese momento.
Según el Proyecto Genoma Chimpancé, el último ancestro común chimpancé-humano existió hace unos cinco o seis millones de años, suponiendo una tasa de mutación constante. Sin embargo, las especies de homínidos datadas antes de esa fecha podrían ponerlo en duda. Sahelanthropus tchadensis, comúnmente llamado "Toumai", tiene unos siete millones de años y Orrorin tugenensis' vivió hace al menos seis millones de años. Dado que se sabe poco de ellos, siguen siendo controvertidos entre los científicos, ya que el reloj molecular de los humanos ha determinado que los humanos y los chimpancés tuvieron una escisión genética al menos un millón de años después. Una teoría sugiere que los linajes humano y chimpancé divergieron un poco al principio, y luego algunas poblaciones se cruzaron alrededor de un millón de años después de divergir.

## Dieta
Se cree que las especies de Australopithecus se alimentaban principalmente de frutas, verduras y tubérculos, y quizá de animales fáciles de capturar, como pequeños lagartos. Muchas investigaciones se han centrado en la comparación entre las especies sudafricanas A. africanus y Paranthropus robustus. Los primeros análisis de microdesgaste dental en estas dos especies mostraron que, en comparación con P. robustus, A. africanus tenía menos rasgos de microdesgaste y más arañazos que hoyos en las facetas de desgaste de sus molares. Los patrones de microdesgaste en los dientes de las mejillas de A. afarensis y A. anamensis indican que A. afarensis comía predominantemente frutas y hojas, mientras que A. anamensis incluía hierbas y semillas (además de frutos y hojas). El engrosamiento del esmalte en los australopitecos puede haber sido una respuesta al consumo de alimentos más triturados como tubérculos, frutos secos y granos de cereales con suciedad arenosa y otras pequeñas partículas que desgastarían el esmalte.  Los australopiths grácil tenían los incisivos más grandes, lo que indica que era importante desgarrar los alimentos, tal vez comiendo carne carroñera. No obstante, los patrones de desgaste de los dientes apoyan una dieta mayoritariamente herbívora.
En 1992, los estudios de oligoelementos de las relaciones estroncio/calcio en fósiles de australopitos robustos sugirieron la posibilidad de consumo animal, al igual que en 1994 mediante análisis isotópico de carbono estable. En 2005, se encontraron huesos fósiles de animales con marcas de carnicería de hace 2,6 millones de años en el yacimiento de Gona, Etiopía. Esto implica el consumo de carne por parte de al menos una de las tres especies de homínidos de esa época: A. africanus, A. garhi, y/o P. aethiopicus. En 2010, se encontraron fósiles de huesos de animales descuartizados con una antigüedad de 3,4 millones de años en Etiopía, cerca de las regiones donde se encontraron fósiles de australopith.
Los australopitecinos robustos (Paranthropus) tenían los dientes de las mejillas más grandes que los australopitecinos gráciles, posiblemente porque los australopitecinos robustos tenían más plantas duras y fibrosas en su dieta, mientras que los australopitecinos gráciles comían más alimentos duros y quebradizos. Sin embargo, esta divergencia en las adaptaciones masticatorias puede haber sido una respuesta a la disponibilidad de alimentos de reserva. En épocas de escasez, los australopitecinos robustos y gráciles pueden haber recurrido a diferentes alimentos de baja calidad (plantas fibrosas para los primeros, y alimentos duros para los segundos), pero en épocas más abundantes, tenían dietas más variables y superpuestas. En un estudio preliminar de 1979 sobre el microdesgaste de los dientes fósiles de Australopithecus, el antropólogo Alan Walker teorizó que los australopitecos robustos comían predominantemente fruta (frugivoría).
Un estudio de 2018 encontró lesiones cervicales no cariosas, causadas por erosión ácida, en los dientes de A. africanus, probablemente causadas por el consumo de fruta ácida.